# سيرجيو بيريز (لاعب كرة قدم)
سيرجيو بيريز (بالإسبانية: Sergio Pérez Jaén)‏ هو لاعب كرة قدم إسباني في مركز نصف الجناح، ولد في 20 يونيو 1997 في جرينة (إشبيلية) في إسبانيا. لعب مع نادي ألميريا.

## وصلات خارجية
- سيرجيو بيريز (لاعب كرة قدم) على موقع قاعدة بيانات كرة القدم.إي يو (الإنجليزية)
- سيرجيو بيريز (لاعب كرة قدم) على موقع Soccerway.com (الإنجليزية)